# Diane Drory
Diane Drory est une psychologue belge, auteure de livres de vulgarisation psychologique, née le 19 mars 1945. Elle a été présidente de la fédération belge des psychologues.

## Œuvre
Ses publications (ouvrages et publications dans des revues spécialisées) sont consacrées depuis une vingtaine d'années aux enfants, à la famille, et aux relations au sein de la famille : punitions, agressivités, enfants adoptés, place du père, etc..

## Principales publications
- Cris et Châtiments, De Boeck, 1997[2],[3]
- Faut il Sacrifier le Nom du Père, Editions Mols, 2002.
- Génération Cannabis. Paroles de jeunes, paroles d'experts,, L'Harmattan, 2005.
- En collaboration avec Benoît Coppée, Nicolas Viot et Vanessa Greindl Théo, C'est mon avion. et Théo, Ce n'est pas moi! Éditions Vilo 2005.
- En collaboration avec Colette Frère Le Complexe de Moïse. Regards croisés sur l'adoption. Editions Albin Michel, 2006, 288pp[4].
- Je veux d'l'Amour. Editions Soliflore, 2006, 189 p.
- Un Père pour quoi faire? Editions Soliflore, 2008, 204 p.
- La famille idéale ment. Editions Soliflore, 2009[5]..
- L'enfant et la séparation parentale, coll. « Temps d'arrêt », Bruxelles, 2009 en ligne
- Au secours ! Je manque de manque !, De Boeck, 2011[6],[7],[8],[9].